# Confide (groupe)
Pour les articles homonymes, voir Confide (homonymie).
Confide est un groupe de metalcore américain, originaire d'Anaheim, en Californie. Après trois EPs et deux albums, le groupe annonce sur leur Myspace en octobre 2010 leur décision de se séparer. Le groupe se reforme en août 2012, et leur album All is Calm est sorti le 30 juillet 2013.

## Biographie

### Débuts (2004–2006)
Confide est originellement formé en 2004 par Aaron Van Zutphen, Jason Pickard et Josh Plesh comme groupe de deathcore. Ils cherchent ensuite à recruter un nouveau membre. Pickard était une connaissance de Billy Pruden, et lui ainsi que Zutphen connaissaient Helberg. Ils forment ensemble Confide, et publie deux EPs à cette période ; Innocence Surround et Introduction.
À la fin de 2006, le chanteur Josh Plesh quitte le groupe, et est remplacé par Ross Michael Kenyon, mettant de côté son autre groupe, Penknifelovelife. Kenyon est né et a grandi au Royaume-Uni et a emménagé pour vivre avec sa compagne ; en parallèle, il cherchait à devenir chanteur dans un groupe. Après avoir pris contact avec Helberg, Kenyon se joint à Confide. Cette nouvelle formation se lance dans le metalcore. En 2007, Kenyon doit revenir dans son pays d'origine, et dans son groupe Penknifelovelife, menant ainsi à l'inactivité de Confide. Après une tournée avec And Their Eyes Were Bloodshot en Europe, il annonce avoir quitté Penknifelovelife pour se consacrer à Confide.

### Science Records et premier album (2008–2009)
Le premier album de Confide, intitulé Shout the Truth, est publié le 17 juin 2008 au label Science Records. Shout the Truth est accueilli d'une manière mitigée ; Altsounds considère l'album comme un manque d'originalité : « Tout le disque est plat et il y a rien de différent comparé à ce que font les autres groupes. » Ils partent ensuite en tournée en 2008 en soutien à l'album. Contrairement à l'album, Altsounds accueille d'un bon œil leur prestation sur scène : « Confide délivre un concert plein d'adrénaline qui ne déçoit pas. »
Peu après la sortie de l'album, Science Records est éliminé par sa société mère, Warner Bros. Records et Confide est de nouveau sans label, ce qui mène au départ du membre fondateur Aaron Zutphen et du batteur Arin Illejay en janvier 2009. En avril 2009, le groupe signe au label Tragic Hero Records, recrute l'ancien membre et batteur Joel Piper qui reprend également le rôle de chanteur, et le guitariste Joshua Paul, puis commence à jouer à travers les États-Unis participant à des tournées comme le Don't Take Your Guns to Tour, avec Once Nothing, Here I Come Falling, et In Fear and Faith.
Le 25 juillet 2009, le groupe annonce la réédition de leur album Shout the Truth. La réédition contient deux chansons bonus, une étant une reprise de la chanson Such Great Heights de The Postal Service, et est publiée le 8 septembre 2009.

### Recoveret séparation (2009–2010)
En janvier 2010, avant les enregistrements du nouvel album de Confide, le bassiste Billy Pruden quitte le groupe. En février, ils terminent leur deuxième album studio. Le nouvel album, intitulé Recover, est publié le 18 mai. Le 7 avril, Confide publie une nouvelle chanson intitulée When Heaven is Silent, issue du nouvel album. Le 21 avril, ils publient une nouvelle chanson de leur deuxième album, intitulée Now or Never. Ils publient en parallèle leur deuxième clip vidéo. Ils annoncent ensuite leur participation à la tournée Band of Brothers. Cependant, le 28 septembre 2010, Confide ne sera pas sur la liste des invités du Band of Brothers.
Durant l'été 2010, Confide participe au Warped Tour. Durant d'autres concerts, ils partagent l'affiche avec  I Am Ghost (en), This Romantic Tragedy, Dream On, Dreamer (en), Pierce the Veil, Greeley Estates et In Fear and Faith entre autres.
Le 4 octobre 2010, Confide annonce officiellement sa séparation. Ils expliquent se séparer une fois à leur retour de la tournée au Japon en début octobre. Le groupe prévoyait déjà de jouer sur la côte ouest. Le 7 novembre 2010, Confide effectue son dernier concert au Glasshouse de Pomona, en Californie,.

### Réunion (depuis 2012)
Confide se réunit pour un concert au Playground Festival de Hidden Valley, en Californie, le 4 septembre 2011. Le chanteur Kenyon annonce sur Twitter prévu pour 2012, et le batteur Piper annonce un nouveau groupe de pop, ainsi qu'un EP intitulé The Only One. Le 31 août 2012, Confide annonce sa réunion et lance un appel au don sur Kickstarter. Le groupe récolte 30 000 $ en octobre 2012 pour enregistrer un nouvel album. Le 30 septembre 2012, Confide atteint 38 709 $. Le 1er juillet 2013, Confide annonce que leur nouvel album, All is Calm, sera fini pour le 30 juillet 2013. En juillet 2016, le groupe donne un concert au Poseidon.

## Membres

### Derniers membres
- Ross Kenyon - chant (2006–2010, 2012–2013, 2016)
- Jeffrey Helberg - guitare (2004–2010, 2012–2013, 2016)
- Trevor Vickers - basse, chœurs (2010, 2012–2013, 2016)
- Joel Piper - chant, batterie, piano (2009–2010, 2012–2013, 2016)

### Anciens membres
- Josh Plesh - chant (2004–2006)
- Aaron Van Zutphen - chant, guitare, piano(2004–2008)
- Billy Pruden - basse (2004–2009)
- Jason Pickard - batterie (2004–2005)
- John Penton - batterie (2005–2006)
- Arin Ilejay - chant, batterie, piano (2006–2009)
- Joshua Paul - guitare, chœur (2009–2010)

## Discographie

### Albums studio
- 2008 : Shout the Truth
- 2010 : Recover
- 2013 : All is Calm

### EPs
- 2005 : Innocence Surround
- 2006 : Introduction
- 2008 : Demo

## Clips
- 2007 : Zeal
- 2008 : If We Were a Sinking Ship
- 2009 : Such Great Heights
- 2010 : I Never Saw this Coming
- 2010 : The View from My Eyes
- 2013 : Sooner or Later